# Vairengte
Vairengte è una suddivisione dell'India, classificata come census town, di 7.687 abitanti, nel distretto di Kolasib, nello stato federato del Mizoram. In base al numero di abitanti la città rientra nella classe V (da 5.000 a 9.999 persone).

## Geografia fisica
La città è situata a 24° 32' 28 N e 92° 46' 41 E.

## Società

### Evoluzione demografica
Al censimento del 2001 la popolazione di Vairengte assommava a 7.687 persone, delle quali 4.197 maschi e 3.490 femmine. I bambini di età inferiore o uguale ai sei anni assommavano a 1.337, dei quali 736 maschi e 601 femmine. Infine, coloro che erano in grado di saper almeno leggere e scrivere erano 6.035, dei quali 3.404 maschi e 2.631 femmine..